# Saif Allah Aga
Saif Allah Aga turecki dyplomata.
W roku 1711 był tureckim ambasadorem przy wiedeńskim dworze. W Wiedniu przebywał od kwietnia do maja tego roku. 13 i 15 kwietnia przyjmował go na audiencji Eugeniusz Sabaudzki w swym pałacu Belvedere. Ostatniej audiencji 16 maja udzielił tureckiemu wysłannikowi zastępca Eugeniusza, hr. von Herberstein.
W wiedeńskim źródle z okresu: Die an dem Tuerckischen Abgesandten [...] ertheilte Abschieds=Audienz..., jego imię zostało przez Austriaków przekręcone jako "Cefullah Aga".